# Từ Hòa Hoàng thái hậu
Hiếu Khang Chương Hoàng hậu (chữ Hán: 孝康章皇后; tiếng Mãn: ᡥᡳᠶᠣᠣᡧᡠᠩᡤᠠ
 ᠨᡝᠰᡠᡴᡝᠨ
 ᡝᠯᡩᡝᠮᠪᡠᡥᡝ
 ᡥᡡᠸᠠᠩᡥᡝᠣ, Möllendorff: hiyoošungga nemgiyen eldembuhe hūwangheo, Abkai: hiyouxungga nemgiyen eldembuhe hvwangheu; 29 tháng 2, năm 1640 - 20 tháng 3, năm 1663), thường gọi Từ Hòa Hoàng thái hậu (慈和皇太后), là phi tần của Thanh Thế Tổ Thuận Trị Đế và sinh mẫu của Thanh Thánh Tổ Khang Hi Đế trong lịch sử Trung Quốc.

## Thân thế

### Dòng dõi nguồn gốc

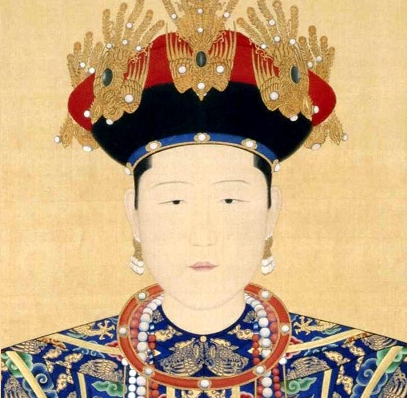
Hiếu Khang Chương Hoàng hậu Đông Giai thị

Hiếu Khang Chương Hoàng hậu sinh ngày 8 tháng 2 (ÂL), họ Đông Giai thị, nguyên thuộc Hán quân Chính Lam kỳ, về sau dòng họ của bà được nhập Mãn Châu bổn kỳ, tức Mãn Châu Tương Hoàng kỳ. Nhiều thuyết truyền đời cho rằng, Hiếu Khang Chương Hoàng hậu là người Hán, tuy nhiên căn cứ theo nguồn gốc của gia tộc Đông Giai thị thì sự thật không phải như vậy.
Thời nhà Nguyên, có một tộc Đông Giai thị cư trú ở hạ du sông Tùng Hoa, vùng hồ Y Lan có Hồ Lý Cải vạn hộ phủ (胡里改万户府), Oát Đóa Lý vạn hộ phủ (斡朵里万户府), chủ yếu là người Nữ Chân, trong đó có thủy tổ Đông Giai. Thêm khảo chứng, từ thời nhà Liêu có Gia Cổ thị (加古氏), đến thời Nguyên đã là Giáp Cổ thị (夹古氏), đến thời Thanh là Giác La thị. Căn cứ Kim sử, "Giáp tục viết Đông" (夹俗曰仝), Đông (仝) và Đông (佟) đều đồng âm, cũng gọi là Đồng, do vậy Giáp Thanh Thần thời Kim, cũng chính là Đồng Thanh Thần (佟清臣).
Sang thời đầu Minh, chính sách an hảo dân Nữ Chân được đẩy mạnh, ước chừng vào năm Hồng Vũ, Nữ Chân tù tưởng (vạn hộ) được tổ tiên của Đông thị phụng dời đến Phụng Châu (thượng du sông Huy Phát).
Khoảng năm Vĩnh Lạc thứ 21, lại tùy Kiến Châu Vệ Đô chỉ huy thiêm sự phóng thích gia nô đến vùng mà ngày nay là Hoàn Nhân, năm Chính Thống thứ 3 lại dời ra Tân Tân, Phủ Thuận. Trước đó, năm Hồng Vũ thứ 5, tổ tiên tộc Đông thị tùy Mãnh Ca Thiếp Mộc Nhi li khai Y Lan mà dời đến phía nam Sông Đồ Môn, vùng Khánh Nguyên nay thuộc Bán đảo Triều Tiên, không lâu sau lại đến Oát Mộc Hà (斡木河). Sau khi Mãnh Ca Thiếp Mộc Nhi chết, toàn bộ tộc (kể cả tổ tiên Đông thị) đều dời về Tân Tân, kể cả Hồ Lý Cải bộ cũng dời về Tân Tân.

### Gia thế
Căn cứ Đông thị tông phả (佟氏宗谱) và Đông thị tộc phổ (佟氏族谱), thủy tổ dòng họ Đông thị là Ba Hổ Đặc Khắc Thận (巴虎特克慎), sinh ra 7 người con trai. Con trai thứ 5, tức Đạt Nhĩ Hán (达尔汉) thế cư ở Đông Giai, cũng từ đó gọi [Đông Giai]. Đạt Nhĩ Hán cùng với em trai thứ 6 về sau "Đầu nhập dân tịch", cư ngụ ở Khai Nguyên, mở chợ buôn ngựa ở Khai Nguyên và Phủ Thuận, sau lại dời đến Phủ Thuận cư trú, buôn bán làm ăn, nhanh chóng trở thành hộ giàu có bậc nhất Liêu Đông. Khi Nỗ Nhĩ Cáp Xích xuất quân dựng thiên hạ, dòng Đông Dưỡng (佟养) trong chi họ Đông thị đầu quân cho Nỗ Nhĩ Cáp Xích, đây chính là thủy tổ của dòng họ của Hiếu Khang Chương Hoàng hậu.
Tổ phụ là Đông Dưỡng Chân (佟養真), cùng em trai Đông Dưỡng Tính (佟养性) làm ăn buôn bán ở Lữ Thuận, quy phụ Nỗ Nhĩ Cáp Xích, phân ở Hán quân Tương Hoàng kỳ, có quân công nên được thế chức Du kích (游击) truyền đời, trấn thủ ở biên giới Trấn Giang, sau bị nhà Minh bắt mà xử tử, truy tặng Quang Lộc đại phu, tước Nhất đẳng Công, tặng Thái sư. Cha là Đông Đồ Lại (佟圖賴), nguyên nhậm Đô thống Chính Lam kỳ, có nhiều quân công, nhậm Lễ bộ Thị lang, thế chức "Tam đẳng Tinh kỳ ni ha phiên" (三等精奇尼哈番), về hưu mà mất. Trong nhà bà có hai người anh em ruột là Đông Quốc Cương (佟國綱; mất 1690) và Đông Quốc Duy (佟國維; mất 1719), về sau đều là những người có quyền thế, đặc biệt là Đông Quốc Duy, làm đến Lĩnh Thị vệ Nội đại thần, rồi Nghị chính đại thần, trở thành ngoại thích nhà Thanh do là cha của Hiếu Ý Nhân Hoàng hậu. Như vậy có thể thấy, Hiếu Khang Chương Hoàng hậu căn bản không phải người Hán mà thế tộc đời đời là Mãn Châu, hơn nữa lại có gia thế cực cao quý, có lẽ vì việc phân phó ở Hán quân kỳ đã dấy lên việc gia tộc Đông Giai thị là tộc Hán.

## Mẫu bằng Tử quý
Năm Thuận Trị thứ 10 (1653), Đông thị nhập cung, khi đó giữ danh hiệu Thứ phi. Năm Thuận Trị thứ 11 (1654), tháng 3, bà sinh Hoàng tam tử Huyền Diệp tại Cảnh Nhân cung. Hậu cung nhà Thanh thời Thuận Trị, ngoài Hoàng hậu ra còn có Phi và Tần, nhưng cả hai đãi ngộ này rất ít được sử dụng, thông thường ai có thân phận cao sẽ hưởng đãi ngộ Phúc tấn dưới Tần, ai sinh con hưởng Tiểu Phúc tấn và còn lại đều gọi là Cách cách. Với điều kiện này, hẳn Đông thị sau khi sinh Huyền Diệp đã nhận đãi ngộ Tiểu Phúc tấn.
Năm thứ 18 (1661), ngày 7 tháng 1 (tức ngày 5 tháng 2 dương lịch), Thuận Trị Đế băng hà, con trai Thứ phi Đông thị là Hoàng tam tử Huyền Diệp được chọn làm Hoàng thái tử kế vị, tức [Khang Hi Đế], khi đó 8 tuổi.
Thời gian này, Tổ mẫu của Khang Hi Đế là Chiêu Thánh Hoàng thái hậu được tôn Thái Hoàng thái hậu, Hoàng hậu Bác Nhĩ Tế Cát Đặc thị của Thuận Trị Đế được tôn [Mẫu hậu Hoàng hậu; 母后皇后], còn Thứ phi Đông thị chỉ được gọi [Mẫu hậu; 母后]. Căn cứ đãi ngộ trong hồ sơ Mãn văn Quất Huyền Nhã (橘玄雅) cho thấy Đông thị lúc này vẫn nhận đãi ngộ Phúc tấn, hồ sơ chưa gọi bà là "Thái hậu" mà chỉ là Phúc tấn, dù bà sinh ra Tân đế kế vị. Năm Khang Hi nguyên niên (1662), ngày 3 tháng 10, Khang Hi Đế chính thức tôn bà làm Từ Hòa Hoàng thái hậu (慈和皇太后). Từ đó, Đông thị hưởng đãi ngộ của Hoàng hậu, tuy nhiên về cơ bản thì lễ tương đương Thái hoàng Thái hậu và Nhân Hiến Hoàng thái hậu.
Sách tôn viết:
| “                                | 德弘祚胤、启万年显世之符。礼重徽称、合四海尊亲之戴。喜谐禁籞。庆溢寰区。钦惟母后、仁承乾始。道合坤贞。秉淑范而襄内治、化洽宫庭。诞眇躬而缵鸿图、恩深顾复。仰慈仁之备至、宜尊养之兼隆。载考彝章、晋崇鸿号。谨告天地、宗庙、社稷。率诸王、贝勒、文武群臣、恭奉册宝、上徽号曰、慈和皇太后。伏愿嘉祥骈集、茂祉愈增。昭令闻而卜世卜年、迓休徵而弥昌弥炽。宝文曰、慈和皇太后之宝。 ... Đức hoằng tộ dận, khải vạn niên hiển thế chi phù. Lễ trọng huy xưng, hợp tứ hải tôn thân chi đái. Hỉ hài cấm ngữ. Khánh dật hoàn khu. Khâm duy Mẫu hậu, nhân thừa càn thủy. Đạo hợp khôn trinh. Bỉnh thục phạm nhi tương nội trị, hóa hiệp cung đình. Đản miễu cung nhi toản hồng đồ, ân thâm cố phục. Ngưỡng từ nhân chi bị chí, nghi tôn dưỡng chi kiêm long. Tái khảo di chương, tấn sùng hồng hào. Cẩn cáo Thiên địa, Tông miếu, Xã tắc, suất chư vương, bối lặc, văn võ quần thần, cung phụng sách bảo, thượng huy hào viết Từ Hòa Hoàng thái hậu. Phục nguyện gia tường biền tập, mậu chỉ dũ tăng. Chiêu lệnh văn nhi bặc thế bặc niên, nhạ hưu trưng nhi di xương di sí. Bảo văn viết, Từ Hòa hoàng thái hậu chi bảo. | ” |
| — Sách tôn Từ Hòa Hoàng thái hậu | |   |

Năm Khang Hi thứ 2 (1663), ngày 11 tháng 2 (ÂL), Từ Hòa Hoàng thái hậu mất do một căn bệnh lạ, khi đó bà chỉ gần 24 tuổi (tuổi mụ). Căn cứ Thanh thực lục, Khang Hi Đế đối với cái chết của mẹ vô cùng bi thống, Thái hoàng Thái hậu cùng Nhân Hiến Hoàng thái hậu đã nhiều lần hạ chỉ an ủi. Tháng 5, bà được truy tặng thụy hiệu là Hiếu Khang Từ Hòa Trang Ý Cung Huệ Sùng Thiên Dục Thánh Hoàng hậu (孝康慈和莊懿恭惠崇天育聖皇后).
Sách văn thụy viết rằng:
| “                                    | 慈恩罔极、报莫殚夫追崇。厚德难名、号宜尊乎显懿。用表无前之美、以彰不匮之思。中外咸孚。典仪惟备。钦惟皇妣大行慈和皇太后、淑慎柔嘉。温恭慈惠。饬躬静好、流蔼吉之徽音。逮下雍和、著肃雝之雅化。内承皇考、匡赞惟勤。上奉重闱、虔恭匪懈。眇躬缵绪、方期申尊养之忱。鸾驭升遐、遽永结终天之慕。仰惟盛德、宜荐鸿名。载考旧章。博咨公议。谨奉册宝、上尊谥曰、孝康慈和庄懿恭惠崇天育圣皇后。伏惟慈灵昭格。彝典懋膺。益弘佑启之仁、永衍邦家之庆。宝文曰、孝康慈和庄懿恭惠崇天育圣皇后之宝 . Từ ân võng cực, báo mạc đàn phu truy sùng. Hậu đức nan danh, hào nghi tôn hồ hiển ý. Dụng biểu vô tiền chi mỹ, dĩ chương bất quỹ chi tư. Trung ngoại hàm phu. Điển nghi duy bị. Khâm duy Hoàng tỷ Đại Hành Từ Hòa Hoàng thái hậu, thục thận nhu gia. Ôn cung từ huệ. Sức cung tĩnh hảo, lưu ái cát chi huy âm. Đãi hạ ung hòa, trứ túc ung chi nhã hóa. Nội thừa Hoàng khảo, khuông tán duy cần. Thượng phụng trọng vi, kiền cung phỉ giải. Miễu cung toản tự, phương kỳ thân tôn dưỡng chi thầm. Loan ngự thăng hà, cự vĩnh kết chung thiên chi mộ. Ngưỡng duy thịnh đức, nghi tiến hồng danh. Tái khảo cựu chương. Bác tư công nghị. Cẩn phụng sách bảo, thượng tôn thụy viết, Hiếu Khang Từ Hòa Trang Ý Cung Huệ Sùng Thiên Dục Thánh Hoàng hậu. Phục duy từ linh chiêu cách. Di điển mậu ưng. Ích hoằng hữu khải chi nhân, vĩnh diễn bang gia chi khánh. Bảo văn viết, Hiếu Khang Từ Hòa Trang Ý Cung Huệ Sùng Thiên Dục Thánh Hoàng hậu chi bảo. | ” |
| — Sách thụy văn Hiếu Khang hoàng hậu | |   |

Ngày 6 tháng 6 (ÂL) cùng năm, Hiếu Khang Hoàng hậu được an táng vào Hiếu lăng (孝陵). Năm Khang Hi thứ 9 (1670), tháng 2, Nghị Chính vương đại thần tâu rằng lấy lệ của Hiếu Từ Cao Hoàng hậu cùng Hiếu Đoan Văn Hoàng hậu nên tôn Đế thụy cho Hiếu Khang Hoàng hậu, gọi là [Chương Hoàng hậu]. Cùng năm tháng 5, thăng phụng Thái Miếu. Tuy rằng Hiếu Hiến Đoan Kính Hoàng hậu cũng cùng an táng tại Hiếu lăng nhưng triều đình Khang Hi chỉ thăng phụng thần vị của Hiếu Khang Hoàng hậu phối cùng Thuận Trị Đế, vị trí thần vị của bà ở bên Hữu của thần vị của Thuận Trị Đế. Chiếu cáo thiên hạ.
Về sau Ung Chính, Càn Long dâng thêm huy hiệu, do vậy thụy hiệu đầy đủ là Hiếu Khang Từ Hòa Trang Ý Cung Huệ Ôn Mục Đoan Tĩnh Sùng Văn Dục Thánh Chương Hoàng hậu (孝康慈和莊懿恭惠溫穆端靖崇文育聖章皇后).